# Objemová tepelná kapacita
Objemová tepelná kapacita materiálu je tepelná kapacita vzorku látky dělená objemem vzorku. Neformálně je to množství tepla, které musí být dodáno jednotkovému objemu materiálu, aby se teplota materiálu zvýšila o 1 teplotní stupeň (1 kelvin nebo 1 stupeň Celsia). Jednotka SI měrného tepla je joul na kelvin na metr krychlový, J/K/m3 nebo J/(Km3).
Tato veličina může být užitečná pro materiály, u kterých se obvykle měří spíše objem než hmotnost. Objemová tepelná kapacita se mění s teplotou a je jiná v každém skupenství.

## Definice
Objemová tepelná kapacita je definována jako
{\displaystyle s(T)\;=\;{\frac {C(T)}{V(T)}}\;=\;{\frac {1}{V(T)}}\lim _{\Delta T\to 0}{\frac {\Delta Q(T)}{\Delta T}}}
kde {\displaystyle V(T)}je objem vzorku materiálu při teplotě {\displaystyle T} a {\displaystyle \Delta Q(T)}je teplo potřebné k ohřátí vzorku z {\displaystyle T}na {\displaystyle T+\Delta T}. Protože tepelná kapacita a objem jsou závislé na teplotě, je tomu tak i u objemové tepelné kapacity.
Objemová tepelná kapacita je také měrná tepelná kapacita (tepelná kapacita na jednotku hmotnosti) krát hustota látky (v kg/l nebo g/ml ).  Tedy:
{\displaystyle s(T)=c(T)\rho (T)}

## Typické hodnoty
Objemová tepelná kapacita pevných látek při pokojové a vyšších teplotách se pohubuje od přibližně 1,2 MJ/K/m3 (například bizmut  ) do 3,5 MJ/K/m3 (například železo  ), ale hlavně kvůli rozdílům ve fyzické velikosti atomů. Atomy se velmi liší v hustotě, přičemž nejtěžší bývají často hustší, a proto zabírají větší část objemu pevných látek, než by předpovídala pouze jejich hmotnost. Pokud by všechny atomy měly stejnou velikost, molární a objemová tepelná kapacita by si byly navzájem úměrné a lišily by se pouze o konstantu odrážející poměry atomově-molárního objemu materiálů (jejich atomová hustota). Další faktor, který ovlivňuje všechny typy měrných tepelných kapacit (včetně molárních měrných teplot) jsou stupně volnosti atomů látky, měnící se při různých teplotách.
U většiny kapalin je rozdíl teplotních objemových kapacit menší, například u oktanu je 1,64 MJ/K/m 3 nebo u ethanolu 1,9. To odráží mírnou ztrátu stupňů volnosti částic v kapalinách ve srovnání s pevnými látkami.
Voda má ale například velmi vysokou objemovou tepelnou kapacitu, 4,18 MJ/K/m3, a amoniak také (3,3).